# (7725) Selʹvinskij
(7725) Selʹvinskij ist ein Asteroid des inneren Hauptgürtels, der am 11. September 1972 vom sowjetisch-russischen Astronomen Nikolai Stepanowitsch Tschernych an der Zweigstelle des Krim-Observatoriums (IAU-Code 095) in Nautschnyj in der Ukraine entdeckt wurde.
Der Asteroid wurde nach dem russischen Dichter und Hochschullehrer Ilja Lwowitsch Selwinski (1899–1968) benannt, der 1924 zusammen mit Korneli Ljuzianowitsch Selinski und Alexei Nikolajewitsch Tschitscherin die Gruppe Literarisches Zentrum der Konstruktivisten mit der Poesie im Mittelpunkt gründete und nahm von 1933 bis 1934 als Korrespondent der Prawda in der von Otto Juljewitsch Schmidt geleiteten Expedition auf der Tscheljuskin zur Erkundung der Nordostpassage teil.